# Glehnia littoralis
Espèce
Glehnia littoralis, la Gléhnie des plages, est une espèce de plantes à fleurs de la famille des Apiaceae, la seule espèce reconnue du genre Glehnia.

## Nom et distribution
Cette plante se nomme en français « Gléhnie des plages », en anglais Coastal glehnia. « Gléhnie à fruits lisses » désigne la sous-espèce Glehnia littoralis subsp. leiocarpa (Mathias) Hultén, propre à la côte américaine (Californie, Canada) (en anglais American silvertop et Beach Silvertop).
Elle est spontanée des littoraux sableux du Pacifique nord (de la Chine à la Russie, de la Californie à l'Alaska).
Les sources francophones la concernant sont rares.
L'espèce a été initialement classée dans le genre Cymopterus sous le basionyme Cymopterus littoralis A.Gray.
Glehnia littoralis a pour synonymes :
- Cymopterus glaber (A.Gray) Black
- Cymopterus littoralis A.Gray
- Glehnia littoralis (A.Gray) F.Schmidt ex Miq.
- Phellopterus littoralis (A.Gray) Benth.
- Phellopterus littoralis (A.Gray) F.Schmidt

## Description
C'est une plante herbacée vivace, basse (5 à 25 cm).
Elle développe dès la germination une longue racine pivotante pouvant atteindre 70 cm. 
Les composants aromatiques sont partiellement décrits, le séquençage peu avancé.

## Utilisations
Cette plante est cultivée en Chine et au Japon où il existe une société pour la protection de la plante sauvage. 
Glehnia littoralis est une plante consommée :
- comme légume ou condiment, au Japon, toutes les parties de la plante jeune[15] récoltée de mars à mai[16] sont cuisinées principalement en tenpura et dans les bouillons [17];
- dans la médecine traditionnelle chinoise et coréenne la racine est réputée analgésique, antibactérienne, antipyrétique, diaphorétique et expectorante. En Corée la plante serait utilisée dans le traitement des migraines[17]. Des actions antiinflammatoires ont été mises en évidence[18] et publiées[19],[20], un effet anti-prolifération des cellules MCF-7 dans les cancers du sein est signalé [21]. Des glycosides propres à Glehnia littoralis, les glehlinosides [22] ont un effet antioxydant[23].

La sous-espèce leiocarpa est, quant à elle, une plante ethnopharmaceutique de la Colombie-Britannique avec une action antibactérienne et fongicide.